# 163244 Matthewhill
163244 Matthewhill è un asteroide della fascia principale. Scoperto nel 2002, presenta un'orbita caratterizzata da un semiasse maggiore pari a 2,3910241 au e da un'eccentricità di 0,1792698, inclinata di 1,09726° rispetto all'eclittica.